# Solitude Aeturnus
Solitude Aeturnus is een Amerikaanse doommetalband die is opgericht in 1987.

## Bezetting

### Huidige Bandleden
- Robert Lowe - zanger
- John Perez - gitarist
- Steve Moseley - gitarist
- James Martin - bassist
- Steve Nichols - drummer

### Voormalige bandleden
- Kris Gabehardtri - zanger
- Tom Martinez - gitarist
- Edgar Rivera - gitarist
- Lyle Steadham - bassist/drummer
- Chris Hardin - bassist
- Brad Kane - drummer
- John Covington - drummer

## Biografie
Solitude Aeturnus werd in 1987 opgericht ex-Rotting Corpse gitarist John Perez onder de naam Solitude. De naam werd echter al snel veranderd om niet verward te worden met de band Solitude uit Delaware. De oorspronkelijke line-up bestaande uit John Perez, Kris Gabehardt, Tom Martinez, Chris Hardin en Brad Kane was al bij het eerste album, Into The Depths Of Sorrow, helemaal veranderd. Naast Perez bestond de band op dit album uit Robert Lowe, Edgar Rivera, Lyle Steadham en John Covington.
In 1992 werd dan Beyond The Crimson Horizon uitgebracht, een album dat werd gepromoot door middel van een tour met Paul Dianno's Killers. De opvolger Through The Darkest Hour uit 1994 zorgde er dan weer voor dat ze op tour konden gaan met Mercyful Fate in de Verenigde Staten en Revelation in Europa. In 1997 gingen ze dan weer ter promotie van hun album Downfall met Morgana Lefay op tour. 
Het volgende album, Adagio, kwam in 1998 uit waarna er acht jaar stilte volgde. In 2006 bracht de band het album Alone uit, tijdens de daaropvolgende tour werd de DVD Hour of Dispair opgenomen en in 2007 uitgebracht.

## Discografie

### Cd
- Into The Depths Of Sorrow (1990)
- Beyond The Crimson Horizon (1992)
- Through The Darkest Hour (1994)
- Downfall (1996)
- Adagio (1998)
- Alone (2006)

### VHS
- Days Of Doom (1994)

### Dvd
- Hour of Dispair (2007)